# كريستيان فراي
كريستيان فراي (بالإنجليزية: Christian Frei)‏  (و. 1959  م) هو منتج أفلام، ومخرج أفلام، وكاتب سيناريو سويسري.

## التعليم
تعلم في جامعة فريبورغ.

## وصلات خارجية
- كريستيان فراي على موقع IMDb (الإنجليزية)
- كريستيان فراي على موقع مونزينجر (الألمانية)
- كريستيان فراي على موقع ألو سيني (الفرنسية)
- كريستيان فراي على موقع أول موفي (الإنجليزية)
- كريستيان فراي على موقع قاعدة بيانات الفيلم (الإنجليزية)
- كريستيان فراي على موقع كينوبويسك (الروسية)